# ドリームガールズ
ドリームガールズ（Dreamgirls）は、ヘンリー・クリーガー作曲、トム・アイン脚本および作詞によるブロードウェイ・ミュージカル。スプリームス、シュレルズ、ジェームス・ブラウン、ジャッキー・ウィルソンなどのR&Bアーティストのショー・ビジネスへの憧れから成功を基にし、イリノイ州シカゴの若い女性たちによる「ザ・ドリームス」がスーパースターとなっていく過程を描いている。大半はアフリカ系アメリカ人によるパフォーマンスで、ソウル/R&B・レーベルとして知られるモータウンのダイアナ・ロスとスプリームスをモデルに描かれている。
1981年12月20日、インペリアル・シアターで開幕し、1982年のトニー賞においてミュージカル作品賞を含む13部門にノミネートされ、6部門で受賞した。4年間かけて1,522回公演し、1985年8月11日に閉幕した。2006年、ドリームワークスとパラマウント映画により映画化され『ドリームガールズ』が公開された。この映画はジェニファー・ハドソン、ビヨンセ、アニカ・ノニ・ローズ、ジェイミー・フォックス、エディ・マーフィ、ダニー・グローヴァー、キース・ロビンソンが出演した。

## あらすじ

### 第1幕: 1960年代
1962年、シカゴの将来有望なガール・グループであるザ・ドリーメッツはニューヨーク州ハーレムにあるアポロ・シアターの有名な「アマチュア・ナイト」に出演しようとする("I'm Lookin' for Something", "Goin' Downtown", "Takin' the Long Way Home")。このグループはふくよかなリード・シンガーのエフィ・ホワイトと親友ディーナ・ジョーンズおよびロレル・ロビンソンで構成されている。このコンテストでザ・ドリーメッツはエフィの兄弟C.C.が作曲した『Move (You're Steppin' on My Heart) 』を歌うことになっており、C.C.も同行する。残念ながらコンテストでは落選したが、舞台裏でザ・ドリーメッツとC.C.は中古車販売員のカーティス・テイラー・ジュニアと出会い、カーティスはザ・ドリーメッツのマネージャーとなる。
カーティスは人気R&Bスターのジェイムズ・アーリー(愛称サンダー)と彼のマネージャーのマーティを説得してザ・ドリーメッツをバックアップ・シンガーとして雇わせる。ジェイムズとザ・ドリーメッツの初めての演奏は成功したが("Fake Your Way to the Top")、ジェイムズは新曲のことで頭がいっぱいである。カーティスはジェイムズとマーティに、伝統的なR&Bとソウルの枠を越えてポップ市場を狙うべきだと説得する。C.C.はジェイムズとザ・ドリーメッツのために『Cadillac Car 』を作曲し、彼らはツアー公演を行ない("Cadillac Car (On the Road)")、戻るとシングルをレコーディングする("Cadillac Car (In the Recording Studio)")。『Cadillac Car 』はポップ・チャートでヒットし始めるが、白人のポップ・シンガーのデイヴ・アンド・ザ・スウィートハーツがこれをカバーして("Cadillac Car" (リプライズ))ヒットを奪う。これに怒ったカーティス、C.C.、ジェイムズのプロデューサーのウェインは、全米のDJに次のシングル『Steppin' to the Bad Side 』をかけるよう賄賂を贈る。この結果、この曲はポップ・チャートで大ヒットする。カーティスがマーティの領域であるジェイムズの活動に干渉し、カーティスとマーティは対立するようになる。エフィとカーティスが交際を始め、既婚者のジェイムズがロレルと不倫し始めたことから事態はさらに複雑なものになっていく("Party, Party")。
カーティスはジェイムズをペリー・コモのようなポップ歌手にしようと企て("I Want You Baby")、ザ・ドリーメッツを独自にヒットさせようと、「ザ・ドリームズ」に改名してより洗練させて見た目も音楽もポップに近付ける。最大の変化はリード・シンガーがエフィからディーナに代わったことである。エフィはこれに憤慨する。C.C.はエフィにカーティスのプランに従うよう説得する("Family")。カーティスとマーティは喧嘩となり、マーティはジェイムズのマネージャーを辞めたためカーティスが後任となる。新生ザ・ドリームズはオハイオ州クリーブランドのクラブであるクリスタル・ルームでデビューし、ファースト・シングルを歌う("Dreamgirls")。ショーは成功し、マスコミが押し寄せる("Press Conference")。カーティスはディーナに「史上最も有名な女性にしてみせる」と宣言し、ないがしろにされたエフィは「私は?」と尋ねる("Only the Beginning")。数年でザ・ドリームズはシングルがヒットし続けて主流に乗る("Heavy")。ディーナがスターとしての名声が向上する一方、エフィは神経質で我儘になっていく。エフィはカーティスがディーナと浮気をしているのではないかと疑う。ロレルは彼らと穏便に過ごそうとするが、事態は修復不可能なことを痛感する。
1967年、グループは「ディーナ・ジョーンズ・アンド・ザ・ドリームズ」となり、ラスベガスに初登場する。ジェイムズが立ち寄ると("Drivin' Down the Strip")、エフィが病気で休演中であると知る(のちにカーティスの子を妊娠していることが明かされる)。カーティスとディーナはエフィが公演を妨害するために休んでいるのだと考える。カーティスはエフィの代わりに新人歌手ミシェル・モリスを出演させ、エフィはこのことを誰かから聞く前に知ってしまう。エフィはカーティス、C.C.、メンバーたちと向き合い("It's All Over")、カーティスに個人的に話し合おうとするが("And I Am Telling You I'm Not Going")、傷心のエフィはディーナ・ジョーンズ・アンド・ザ・ドリームズが自分なしでどんどんヒットするのを横目に去っていく("Love Love Me Baby")。

### 第2幕: 1970年代
1972年までに、ディーナ・ジョーンズ・アンド・ザ・ドリームズは全米で最も成功したガール・グループとなる("Act II Opening" 1)。ディーナはカーティスと結婚し、C.C.はミシェルと交際する。ジェイムズは何年もヒット曲がない。カーティスはジェイムズの再生に少し興味を見せる。ディーナとジェイムズのファンク風の特徴をジェイムズの持つポップ風の曲に取り入れることを考えたのである。エフィが娘マジック(公演によってはロナルド)を連れてシングル・マザーとしてシカゴに戻ってくる。エフィのマネージャーとなったマーティはなんとかエフィの信頼を回復させようとする。一旦エフィはショー・ビジネスにカムバックする("I Am Changing")。エフィが音楽業界へ困難ながらも復帰する一方、ディーナは歌うことをやめて女優になりたがっている。ディーナは『ヴォーグ』撮影中、カーティスに転身の計画を語るが("One More Picture Please")、カーティスは聞き流す("When I First Saw You")。カーティスのコントロール下でイライラしているのはディーナだけではなかった。C.C.は自分が作曲した曲をカーティスが編曲を加えることに激怒する。カーティスはC.C.が作曲した感情的なバラード『One Night Only 』でさえディスコ調でレコーディングしようとするのである。
ディーナ・ジョーンズ・アンド・ザ・ドリームズとジェイムズ・アーリーはザ・ファイブ・タキシードズ("Got to Be Good Times")などが出演する民主党の資金集めイベントで演奏することになる。舞台裏で出番を待っている時、ロレルがジェイムズに妻に自分たちの関係を明かす気があるのかと口論となる("Ain't No Party")。ジェイムズが舞台に上がり、ロレルは泣いてディーナは慰める。ジェイムズは曲を通じてロレルに語り("I Meant You No Harm")、ディーナはロレルが問題を解決できるよう助けるつもりである。ミシェルはC.C.に姉妹であるエフィを探して仲直りするよう説得する("Quintette")。『I Meant You No Harm 』演奏中、ジェイムズは動揺して「もう悲しい曲は歌えない」と語る。予定の曲があったにもかかわらずジェイムズはファンクの曲を歌い("The Rap")、ズボンをおろす。恥をかかされたカーティスはジェイムズが舞台を降りた直後、ジェイムズを解雇する。ロレルもジェイムズとの関係をこれで終わりにする。傷心のジェイムズは徐々に表舞台から消えていき、カーティスに助けを求めることを拒否する。
マーティはC.C.と会い、レコーディング・スタジオでエフィと仲直りさせる("I Miss You, Old Friend")。C.C.はこれまでエフィのキャリアを助けることができず謝罪し、エフィはC.C.の『One Night Only 』をオリジナルのバラードでレコーディングする。『One Night Only 』はチャートで順位を上げ始めるが、カーティスはこれに激怒しディーナ・ジョーンズ・アンド・ザ・ドリームズ版の発売を急がせるだけでなく、巨額を投じてDJを買収してエフィ版をかけずにディーナ版をかけるよう働きかける("One Night Only (Disco)")。エフィ、C.C.、マーティはカーティスの陰謀を知り、ドリームズのコンサートの舞台裏でカーティスと対峙し、法的訴訟を起こすと脅す("I'm Somebody", "Chicago/Faith in Myself")。カーティスは不正行為をなかったことにするためエフィの弁護士と会う。エフィとディーナは仲直りをし、ディーナはエフィの娘のマジックがカーティスの子であることに気付く。カーティスの正体を知ったディーナはついにカーティスのもとを離れ、自分で自分の人生を歩んでいく決心をする("Listen" 2)。エフィの『One Night Only 』は第1位のヒットとなり、ザ・ドリームズは解散したためディーナは映画界へ進む("Hard to Say Goodbye, My Love")。ザ・ドリームズの解散コンサート最後にエフィが舞台で合流し、4名のドリームズが最後の曲を歌う("Dreamgirls (リプライズ)")。

## オリジナル・ブロードウェイ・プロダクション

### 背景
『ドリームガールズ』はネル・カーターへのプロジェクトから始まった。1975年、脚本家トム・アインと作曲家ヘンリー・クリーガーはアインの脚本『The Dirtiest Show in Town 』のミュージカル版で共に活動したことがあった。カーターはこのミュージカルに出演し、カーターの演技はアインとクリーガーに黒人バックアップ・シンガーについてのミュージカル『One Night Only 』を想起させ、その後『プロジェクトNo.9』と呼ばれるようになった。『プロジェクトNo.9』はプロデューサーで演出家のジョセフ・パップのためにワークショップが行われた。ネル・カーターの他、シェリル・リー・ラルフ、ロレッタ・デヴァインが参加した。しかし1978年にカーターがソープ・オペラ『Ryan's Hope 』に出演することになったため延期になった。
1年後、『プロジェクトNo.9』は当時『コーラスライン』で成功をおさめていた演出家マイケル・ベネットの目に留まり、再開されることになった。ラルフとデヴァインが再び参加し、『Big Dreams 』としてベネットはアインにワークショップを開始させた。この時のキャストはベン・ハーニー、オッバ・ババタンデ、クリーヴァント・デリックスで、カーターがNBCの『Gimme a Break 』の主演を引き受けたため後任に20歳のゴスペル・シンガーのジェニファー・ホリデイが就いた。しかしワークショップ期間中、ホリデイはこの物語が好きではなく、エフィ・ホワイト役が亡くなって終わることに落胆したため降板した。アイン、ベネット、クリーガーは物語や楽曲の見直しを続けた。シェリル・ゲインズと歌手で女優のフィリス・ハイマンがホリデイの後任の候補に挙がった。
ジェニファー・ルイスがエフィ役を演じたのを含む2回のワークショップが成功した後、『Dreamgirls 』の名となったプロジェクトにホリデイが戻ってきた。しかしシェリル・リー・ラルフ演じるディーナの役に比べてエフィ役の出番が大幅に削られたことを知り、ホリデイは再度降板した。音楽業界の重鎮デヴィッド・ゲフィンおよびABCエンタテイメント、メトロメディア、シュバート・ファミリーからの資金援助を受け、ベネットはホリデイを呼び戻し、第2幕を書き直してホリデイの出番を増やすことを約束した。

### ブロードウェイ
1981年12月20日、ブロードウェイのインペリアル・シアターで開幕し、1,521回上演後の1985年8月11日に閉幕した。マイケル・ベネットが演出、ベネット、ボブ・エイヴィアン、ゲフィン・レコード、シュバート・オーガニゼイションがプロデュース、ベネットとマイケル・ピータースが振付を担当した。シェリル・リー・ラルフがディーナ・ジョーンズ役、ジェニファー・ホリデイがエフィ・ホワイト役、ロレッタ・デヴァインがロレル・ロビンソン役、ベン・ハーニーがカーティス・テイラー・ジュニア役、クリーヴァント・デリックスがジェイムズ"サンダー"アーリー役、オッバ・ババタンデがC.C.ホワイト役に配役された。『ドリームガールズ』出演者はスターとなることがあり、特にホリデイはエフィ役の演技で多大なる称賛を得た。
1982年、ホリデイによるエフィのソロ曲『And I Am Telling You I'm Not Going 』は『ビルボード』誌のR&Bシングル・チャートで第1位を獲得した。オリジナル・ブロードウェイ・キャスト・アルバムのために各曲を半分くらいにカットしてリミックスした。グラミー賞においてこのアルバムはミュージカル・アルバム賞、ジェニファー・ホリデイの『And I Am Telling You I'm Not Going 』はヴォーカル・パフォーマンス賞を受賞した。
フィリシャ・ラシェッド(当時フィリシャ・エイヤーズ・アレン)はこの作品に出演していた。ラシェッドはシェリル・リー・ラルフの代役であったが、ラルフが降板した際ラシェッドは後任に就けず降板した。

## その後のプロダクション

### 全米ツアー
1983年、ベネットは全米ツアーを計画し、ジェニファー・ホリデイはエフィ役を続投し、他にラリー・ライリー、リンダ・リラニ・ブラウン、アネシャ・ウォーカー、ローレンス・クレイトン、そしてクリーヴァント・デリックスの双子の兄弟クリントン・デリックス・キャロルが出演することとなった。しかしコストがかさむため、3都市でしか上演できなかった。1985年、2度目のツアーが開催され、シャロン・ブラウンがエフィ役に配役された。1987年までにジェニファー・ホリデイの代役であったリリアス・ホワイトがこの役の後継となり、アンバサダー・シアターでのブロードウェイ再演でツアーは閉幕した。この時までにマイケル・ベネットはAIDS関連の合併症で倒れ、1987年7月2日に亡くなった。
1997年に3度目の全米ツアーが開始され、1998年7月のブロードウェイ再演でツアーは閉幕する予定であったが、ブロードウェイ直前のアップステート・ニューヨークで行き詰った。演出と振付はオリジナルのマイケル・ベネットの方針に従いトニー・スティーヴンスが務めた。ラ・タニヤ・ホールがディーナ役、トニヤ・ディクソンがロレル役、ロズ・ホワイトがエフィ役に配役された。他にゲイリー・E・ヴィンセントがC.C.役、ブライアン・イヴレットがカーティス役、ケヴィン・アンソニーがジェイムズ役、ダリン・ラモント・バードがマーティ役に配役され、のちにキンバリー・ヤハンがエフィ役を後継した。音楽監督および特殊効果はキース・レヴンソンが担当した。『ヴァニティ』誌のレビューは「演出家の スティーヴンスは70年代から80年代初頭の衣裳、髪型、音楽、ダンスを次々に披露して感情の引き出しや風刺を行ない素晴らしい作品を作り上げている」と記した。『ハリウッド・リポーター』のレビューは「ロビン・ワグナーによる58場面を見せる4つのメタル照明塔の装置デザイン、テオニ・V・アルドレッジによる豪華で美しい衣裳、巨匠タロン・マッサーによるドラマティックな照明」と記した。
2004年、4度目の全米ツアーが開始され、『アメリカン・アイドル』出場者のフランチー・デイヴィスがエフィ役を演じて称賛を得た。
2009年11月7日、アポロ・シアターでプレビュー公演が開幕し、11月22日に正式に開幕して12月12日に閉幕後、5度目の全米ツアーが開始した。ロバート・ロングボトムが演出と振付を務めた。『アメリカン・アイドル』出場者のサイシャ・メルカドがディーナ役、他にエイドリエン・ウォレンがロレル役、モヤ・アンジェラがエフィ役、チェスター・グレゴリーがジェイムズ役、チャズ・ラマー・シェファードがカーティス役に配役された。オリジナルのロビン・ワグナーが装置デザインを一新し、またウィリアム・アイヴィ・ロングが衣裳を一新した。さらに第2幕冒頭のディーナ・ジョーンズ・アンド・ザ・ドリームズの新曲が追加され、また映画版で使用された『Listen 』が追加されてディーナとエフィのデュエットに書き直された。

### 再現
オリジナルの成功により、様々な再現が行われている。2001年、ブロードウェイ・コンサートが開催され、リリアス・ホワイト、オードラ・マクドナルド、ヘザー・ヘドリー、ビリー・ポーター、ノーム・ルイスが出演し、録音されてCDで出版された。このコンサートはアメリカ俳優基金のチャリティであり、9月11日のアメリカ同時多発テロ事件以降初の公衆の集まりの1つとなった。このコンサートに出演したオリジナル・ブロードウェイ・プロダクション出演者はリー・サマーズのみであった。
2005年終盤から2006年初頭、ペンシルバニア州フィラデルフィアにあるプリンス・ミュージック・シアターにて上演された公演が批評家の称賛を得て上演期間が3ヶ月以上に拡大された。この公演はリ チャード・ペリゾンが演出、ジェス・ヴァーガスが音楽監督、メルセデス・エリントンが振付を担当した。この公演は複数のブロードウェイなどの商業的プロデューサーたちから称賛を受けた。作曲家ヘンリー・クリーガーはオリジナル公演以降最も素晴らしい再現だったと語った。

### 南アフリカ・ツアー
2011年3月11日、モンテカジノのシアターで南アフリカ公演が開幕した。2009年の全米ツアーの製作チームが参加し、装置や衣裳も同じ物を使用して、ディーナ役のトレイシー・リー・オリヴァー、ロレル役のキャンディダ・モソマ、ミシェル役のヘイリー・クリスチャン、エフィ役のリンディウィ・バンゲイン、カーティス役のオーブリー・プー、ジェイムズ役のピョン・ブリノート、C.C.役のレボ・トコ、マーティ役はシェーン・ウェリントンと、出演者は全て地元の南アフリカ人で揃えた。南アフリカの製作チームは音楽監督のブライアン・シメルとプロダクション音楽監督のTshepo Mngomaが率いた。トゥルディ・フレデリクスは現地振付およびダンス・キャプテンを務め、フィリップ・ゴダワが現地演出として地元チームをまとめた。批評家からの称賛を得て、南アフリカにおけるミュージカルの代表作となったにもかかわらず、ケープタウンを含む残りのツアーを完遂することなく早期に閉幕した。

### マレーシア・プロダクション
2011年7月14日、クアラルンプールにあるIstana Budayaにてマレーシア・プロダクションが開幕した。

### コロンビア・プロダクション
2014年5月30日、ボゴタにあるウィリアム・シェイクスピア・シアターにてコロンビア・プロダクションが開幕した。

## スプリームスとの類似
マイケル・ベネット、ヘンリー・クリーガー、トム・アインおよびプロデューサーたちはこの作品とスプリームスとの関連性は否定している。スプリームスに関わる実際の出来事とこの作品の中の出来事は似ているが、モータウン、ベリー・ゴーディ、スプリームスからの法的訴訟を避けるために関連性を否定している。スプリームスのメアリー・ウィルソンはこの作品をとても気に入り、初めての自伝に『Dreamgirl: My Life As a Supreme 』と名付けた。1983年7月、ダイアナ・ロスはニューヨークのセントラル・パークで開催された無料コンサートにおいて『ドリームガールズ』第1幕で使用される『Family 』を演奏した。ディーナ役はロスをモデルにしているとされるが、ディーナ役を演じたシェリル・リー・ラルフはロスの物真似をしてはいないが、ロスに類似している。
実際の出来事との類似点を以下に示す:
- デビュー時の名がスプリームスはプライメッツ、ドリームズはドリーメッツでどちらも後ろに「ettes」――複数形の指小語尾をつくる――が付く。
- スプリームスはデビュー当時フローレンス・バラードがリード・シンガーであり、ドリームズのエフィ・ホワイトと同様である。
- スプリームスもドリームズも有名になる前はプロのアーティストのバックグラウンド・ヴォーカルであった。
- スプリームスのリード・シンガーは柔軟で大衆受けする声のダイアナ・ロスに変更されたように、ドリームズでもディーナ・ジョーンズに変更される。
- ディーナとカーティスの浮気はロスとゴーディの浮気をモデルにしており、以降ゴーディはロスのキャリアに力を入れるようになった。
- ロレルとジェイムズの関係はメアリー・ウィルソンとウェールズ人歌手トム・ジョーンズの他、モータウンのアーティストたちとの関係性に似ている。
- 記者会見の際、スプリームスの代表としてロスが話すように、ドリームズの代表としてディーナが話す。
- マスコミがロスを「ミス・ロス」と呼ぶように、ディーナは「ミス・ジョーンズ」と呼ばれる。
- スプリームス内でロスが前面に押し出され、フローレンス・バラードがバックグラウンドに押しやられた結果嫉妬し敵意を持つようになったのと、エフィの態度が似ている。
- フローレンス・バラードが公演、レコーディング・セッションを休むことを仮病ととらえられ、体重が増加し、1967年にラスベガスで解雇されたのと、エフィの処遇が似ている。
- フローレンス・バラードが解雇された同日、シンディ・バードソングが後継したのと、ミシェル・モリスがエフィの後継になったのと似ている。
- 1967年のラスベガス公演でスプリームスが「ダイアナ・ロス・アンド・ザ・スプリームス」となったのと同様、1967年のラスベガス公演でドリームズも「ディーナ・ジョーンズ・アンド・ザ・ドリームズ」となる。
- 1970年にロスがスプリームスを脱退した後映画界に進出し、1972年にモータウンがプロデュースした『Lady Sings the Blues 』で映画デビューしたように、ディーナもドリームズを脱退して1972年に女優となる。

## 映画化
1980年代、ゲフィン・レコード創立者で舞台版出資者の1人であるデイヴィッド・ゲフィンは自身のゲフィン・ピクチャーズを通じてワーナー・ブラザースに『ドリームガールズ』の映画化権をリースした。ディーナ役にホイットニー・ヒューストンやローリン・ヒル、エフィ役にケリー・プライスなどが名前があがり、その映画化は何度か発表されたが結局頓挫した。2004年、ゲフィンは自身が創立者の1人であるドリームワークスSKGに映画化権をリースした。元々映画化権を所有していたワーナー・ブラザースは共同出資者として発表されたが、撮影開始前にワーナーが予算の不安を表明したことからパラマウント映画が参入してきた。ローレンス・マークがプロデューサーとなり、2006年にドリームワークス/パラマウント映画により映画化された。監督および脚本は映画『シカゴ』でアカデミー賞脚本賞にノミネートされたビル・コンドンが務めることとなった。
映画版『ドリームガールズ』はカーティス役にジェイミー・フォックス、ディーナ役にビヨンセ・ノウルズ、ジミー役にエディ・マーフィ、マーティ役にダニー・グローヴァー、エフィ役にジェニファー・ハドソン、ロレル役にアニカ・ノニ・ローズ、C.C.役にキース・ロビンソン、ミシェル役にシャロン・リール、ウェイン役にヒントン・バトルが配役された。2006年12月15日から10日間のロードショーが行われ、12月25日から全米公開された。日本は2007年公開。ロレル役のオリジナル・ブロードウェイ・キャストであるロレッタ・デヴァインが映画のジャズ歌手役でカメオ出演している。ブロードウェイ・キャストでは他にジェイムズ役のヒントン・バトルとシャーリーン役およびエフィの代役であったイヴェット・ケイソンも映画版に出演している。映画版の音楽は舞台版に概ね沿っているが、舞台版の『Ain't No Party 』が削除され、4曲の新曲が追加された。映画版ではよりスプリームスやモータウンに近付けたものとなり、ジェイムズの死が追加され、場所がシカゴからデトロイトとなった。映画版はアカデミー賞において音響賞の他、ジェニファー・ハドソンが助演女優賞を受賞した。
映画公開前に話題づくりのため、ドリームワークスと、オリジナルの舞台化権を持つタムズ・ウィットマーク・ミュージック・ライブラリーは2006年内に『ドリームガールズ』を上演する非営利団体に上演権の費用を肩代わりすることを発表した。ドリームワークスは『ドリームガールズ』のアマチュア・プロダクションを支援し、この作品をより多くの人に知ってもらうことを望んだ。その結果、2006年には高校、大学、市民劇団など50以上もの非営利団体が『ドリームガールズ』を上演し、ドリームワークスは25万ドルの上演権費用を支援した。

## キャスト

### 主なプロダクションのキャスト
| 役名                           | 1981年、 ブロードウェイ        | 1983年、 全米ツアー              | 1987年、 ブロードウェイ再演              | 1997年、 全米ツアー                  | 2006年、 映画          | 2009年、 全米ツアー          |
| ------------------------------ | ------------------------------ | -------------------------------- | ---------------------------------------- | ------------------------------------ | ---------------------- | ---------------------------- |
| エフィ・メロディ・ホワイト     | ジェニファー・ホリディ         | ジェニファー・ホリディ           | リリアス・ホワイト                       | ロズ・ホワイト                       | ジェニファー・ハドソン | モヤ・アンジェラ             |
| ディーナ・ジョーンズ           | シェリル・リー・ラルフ         | リンダ・リラニ・ブラウン         | アリサ・ガイス                           | ラ・タニヤ・ホール                   | ビヨンセ・ノウルズ     | サイシャ・メルカド           |
| ロレル・ロビンソン             | ロレッタ・デヴァイン           | アーネシャ・ウォーカー           | アーネシャ・ウォーカー                   | トニヤ・ディクソン                   | アニカ・ノニ・ローズ   | エイドリエン・ウォレン       |
| カーティス・テイラー・ジュニア | ベン・ハーニー                 | ラリー・ライリー                 | ウェイマン・トンプソン                   | ブライアン・イヴレット・チャンドラー | ジェイミー・フォックス | チャズ・ラマー・シェファード |
| ジェイムズ"サンダー"アーリー   | クリーヴァント・デリックス     | クリントン・デリックス・キャロル | ハーバート・リー・ロウリングス・ジュニア | ケヴィン・アンソニー                 | エディ・マーフィ       | チェスター・グレゴリー       |
| C.C.ホワイト                   | オッバ・ババタンデ             | ローレンス・クレイトン           | ケヴィン・モロウ                         | ゲイリー・E・ヴィンセント            | キース・ロビンソン     | トレヴォン・デイヴィス       |
| ミシェル・モリス               | デボラ・バレル                 | デボラ・バレル                   | スーザン・ビュービアン                   | キンバリー・ジャジュアン             | シャロン・リール       | マーガレット・ホフマン       |
| マーティ・マディソン           | ヴォンディ・カーティス＝ホール | ウェイマン・トンプソン           | ロイ・L・ジョーンズ                      | ダリン・ラモント・バード             | ダニー・グローヴァー   | ミルトン・クレイグ・ニーリー |
| ウェイン                       | トニー・フランクリン           | モウリス・フェルダー             | ミルトン・クレイグ・ニーリー             | ロン・ケラム                         | ヒントン・バトル       | テランス・ルマー・トーマス   |
| エフィ代役                     | シェリア・エリス               | ロズ・ライアン                   | イヴェット・ルイス・ケイソン             | N/A                                  | N/A                    | ペイトリス・コヴィントン     |
| ディーナ代役                   | フィリシャ・ラシェッド         | デボラ・バレル                   | ラチェンジ                               | ナパイラ・グローヴス                 | N/A                    | N/A                          |
| ロレル代役                     | シェリル・アレキサンダー       | スーザン・ビュービアン           | ブレンダ・バクストン                     | カイラ・リトル                       | N/A                    | N/A                          |

| 役名                           | 2001年、20周年チャリティ・コンサート |
| ------------------------------ | ------------------------------------ |
| エフィ・メロディ・ホワイト     | リリアス・ホワイト                   |
| ディーナ・ジョーンズ           | オードラ・マクドナルド               |
| ロレル・ロビンソン             | ヘザー・ヘドリー                     |
| カーティス・テイラー・ジュニア | ノーム・ルイス                       |
| ジェイムズ"サンダー"アーリー   | ビリー・ポーター                     |
| C.C.ホワイト                   | ダリアス・デ・ハース                 |
| ミシェル・モリス               | タマラ・トゥニー                     |
| マーティ・マディソン           | ジェイムズ・ストヴァル               |
| ウェイン                       | ボビー・デイ                         |

## 使用楽曲
| - "I'm Lookin' for Something" – ステップ・シスターズ, マーティ, カンパニー - "Goin' Downtown" – リトル・アルバート・アンド・ザ・トゥルー・トーンズ - "Takin' the Long Way Home" – タイニー・ジョー・ディクソン - "Move (You're Steppin' on My Heart)" – エフィ, ディーナ, ロレル - "Fake Your Way to the Top" – ジェイムズ, エフィ, ディーナ, ロレル - "Cadillac Car" – カーティス, ジェイムズ, C.C., マーティ, エフィ, ディーナ, ロレル - "Cadillac Car (On the Road)" – カンパニー - "Cadillac Car (In the Recording Studio)" – ジェイムズ, エフィ, ディーナ, ロレル - "Cadillac Car (Reprise)" – ディヴ・アンド・ザ・スウィートハーツ - "Steppin' to the Bad Side" – カーティス, ジェイムズ, C.C., ウェイン, ロレル, エフィ, ディーナ, カンパニー - "Party, Party" – エフィ, カーティス, ジェイムズ, ロレル, カンパニー - "I Want You Baby" – ジェイムズ, エフィ, ディーナ, ロレル - "Family" – エフィ, C.C., ジェイムズ, ロレル, カーティス, ディーナ - "Dreamgirls" – ディーナ, ロレル, エフィ - "Press Conference" – ディーナ, カーティス, カンパニー - "Only the Beginning" – カーティス、エフィ - "Heavy" – ディーナ, ロレル, エフィ, カーティス - "Drivin' Down the Strip" – ジェイムズ - "It's All Over" – エフィ, カーティス, C.C., ディーナ, ロレル, ジェイムズ, ミシェル - "And I Am Telling You I'm Not Going" – エフィ - "Love Love Me Baby" – ディーナ, ロレル, ミシェル | - "Act II Opening" 1 - ディーナ, ロレル, ミシェル, カーティス, C.C., ジェイムズ - "I Am Changing" – エフィ - "One More Picture Please" – カンパニー, ロレル, and ミシェル, C.C., カーティス - "When I First Saw You" – カーティス、ディーナ - "Got to Be Good Times" – ザ・ファイヴ・タキシードズ - "Ain't No Party" – ロレル、ジェイムズ - "I Meant You No Harm" – ジェイムズ - "Quintette" – ロレル, ディーナ, C.C., ミシェル - "The Rap" – ジェイムズ - "Firing of Jimmy" – ジェイムズ, カーティス, ロレル, カンパニー - "I Miss You Old Friend" – Les Styles, マーティ, C.C., エフィ - "One Night Only" – エフィ、カンパニー - "One Night Only (Disco)" – ディーナ, ロレル, ミシェル, カーティス, カンパニー - "I'm Somebody" – ディーナ, ロレル, ミシェル - "Chicago/Faith in Myself" – エフィ, C.C., カーティス, ディーナ, マーティ - "Listen" 2 - ディーナ、エフィ - "Hard to Say Goodbye, My Love" – ディーナ, ロレル, ミシェル - "Dreamgirls (Reprise)" – エフィ, ディーナ, ロレル, ミシェル |

### 特記
- 1 オリジナルの第2幕のオープニングは"Dreamgirls", "Move (You're Steppin' on My Heart)", "Love Love Me Baby", "Family", "Heavy", and "Cadillac Car"のリプライズで、ディーナ・ジョーンズ・アンド・ザ・ドリームズが演奏し、その後"Press Conference"でカンパニーのほとんどが参加していた。1983年に全米ツアーが開始した際、第2幕のオープニングは"Dreamgirls"のリプライズから成り、新曲"Step on Over"が演奏された。2009年の全米ツアーでは新曲"What Love Can Do"が使用された。映画版のためにヘンリー・クリーガーと共に“Patience”を作曲したウィリー・リールがこの曲の作詞をした[14]。

- 2 元々映画版のために作曲された曲で、2009年の再演から使用されている[14]。ヘンリー・クリーガー、スコット・カトラー、アン・プレヴン、ビヨンセ・ノウルズ、ウィリー・リールにより作詞作曲された[14]。

## 受賞歴

### オリジナル・ブロードウェイ・プロダクション
| 年   | 賞                       | 部門                                 | ノミネート者                                                                                | 結果       |
| ---- | ------------------------ | ------------------------------------ | ------------------------------------------------------------------------------------------- | ---------- |
| 1982 | ドラマ・デスク・アワード | ミュージカル作品賞                   | ミュージカル作品賞                                                                          | ノミネート |
| 1982 | ドラマ・デスク・アワード | ミュージカル脚本賞                   | トム・アイン                                                                                | 受賞       |
| 1982 | ドラマ・デスク・アワード | ミュージカル女優賞                   | ジェニファー・ホリデイ                                                                      | 受賞       |
| 1982 | ドラマ・デスク・アワード | ミュージカル女優賞                   | シェリル・リー・ラルフ                                                                      | ノミネート |
| 1982 | ドラマ・デスク・アワード | ミュージカル助演男優賞               | クリーヴァント・デリックス                                                                  | 受賞       |
| 1982 | ドラマ・デスク・アワード | ミュージカル助演男優賞               | ベン・ハーニー                                                                              | ノミネート |
| 1982 | ドラマ・デスク・アワード | ミュージカル演出賞                   | マイケル・ベネット                                                                          | ノミネート |
| 1982 | ドラマ・デスク・アワード | 作詞賞                               | トム・アイン                                                                                | ノミネート |
| 1982 | ドラマ・デスク・アワード | 装置デザイン賞                       | ロビン・ワグナー                                                                            | 受賞       |
| 1982 | ドラマ・デスク・アワード | 衣裳デザイン賞                       | セオニ・V・アルドリッジ                                                                     | ノミネート |
| 1982 | ドラマ・デスク・アワード | 照明デザイン賞                       | タロン・マッサー                                                                            | 受賞       |
| 1982 | トニー賞                 | ミュージカル作品賞                   | ミュージカル作品賞                                                                          | ノミネート |
| 1982 | トニー賞                 | ミュージカル脚本賞                   | トム・アイン                                                                                | 受賞       |
| 1982 | トニー賞                 | ミュージカル主演男優賞               | ベン・ハーニー                                                                              | 受賞       |
| 1982 | トニー賞                 | ミュージカル主演女優賞               | ジェニファー・ホリデイ                                                                      | 受賞       |
| 1982 | トニー賞                 | ミュージカル主演女優賞               | シェリル・リー・ラルフ                                                                      | ノミネート |
| 1982 | トニー賞                 | ミュージカル助演男優賞               | クリーヴァント・デリックス                                                                  | 受賞       |
| 1982 | トニー賞                 | ミュージカル助演男優賞               | オッバ・ババタンデ                                                                          | ノミネート |
| 1982 | トニー賞                 | オリジナル楽曲賞                     | ヘンリー・クリーガー、トム・アイン                                                          | ノミネート |
| 1982 | トニー賞                 | ミュージカル演出賞                   | マイケル・ベネット                                                                          | ノミネート |
| 1982 | トニー賞                 | 振付賞                               | マイケル・ベネット、マイケル・ピータース                                                    | 受賞       |
| 1982 | トニー賞                 | 装置デザイン賞                       | ロビン・ワグナー                                                                            | ノミネート |
| 1982 | トニー賞                 | 衣裳デザイン賞                       | セオニ・V・アルドリッジ                                                                     | ノミネート |
| 1982 | トニー賞                 | 照明デザイン賞                       | タロン・マッサー                                                                            | 受賞       |
| 1983 | グラミー賞               | ベスト・キャスト・ショー・アルバム賞 | ヘンリー・クリーガー (作曲), トム・アイン (作詞), デイヴィッド・フォスター (プロデューサー) | 受賞       |
| 1983 | グラミー賞               | 女性R&Bヴォーカル・パフォーマンス賞  | ジェニファー・ホリデイ ("And I Am Telling You I'm Not Going")                               | 受賞       |